# Фэрфаксские резолюции
Фэрфаксские резолюции (Fairfax Resolves) — документ, который был принят 18 июля 1774 года на съезде округа Фэрфакс под председательством Джорджа Вашингтона.
Нас «нельзя считать завоеванной страной», потому что мы «потомки не завоеванных, а завоевателей». Написанные главным образом Джорджем Мейсоном, с участием Джорджа Вашингтона 17 июля 1774 года в Маунт-Верноне, постановления округа Фэрфакс были одновременно смелым заявлением об основных конституционных правах, и революционным призывом к объединению колоний в знак протеста против британских антиамериканских действий.
Эти резолюции отвергали притязания британского парламента на верховную власть над американскими колониями. Более тридцати округов Виргинии приняли аналогичные резолюции в 1774 году, но по словам Джорджа Мейсона «решения Фэрфакса были самыми подробными, самыми влиятельными и самыми радикальными.»
В решении Фэрфакса четко сформулированы претензии американцев на равные права по британской конституции: представительство в парламенте, контроль над налогообложением, контроль над вооруженными силами в пределах своих границ, контроль над судебными органами, контроль над коммерческими действиями, осуждение практики ввоза рабов как «неестественной торговли», было настоятельно рекомендовано прекратить ее.
Кроме того, Фэрфаксские резолюции призывали к созданию межколониальной ассоциации для обеспечения выполнения своих требований в отношении этих прав и для протеста против нарушений британцами этих основных прав. Содержали подразумеваемую угрозу дальнейших действий по обеспечению американских прав и независимости. Вашингтон и Мейсон смело призывали к «всеобщему Конгрессу, для сохранения Свобод наших жизней и Богатств.»